# Pruno (Stazzema)
Pruno è una frazione del comune di Stazzema, in provincia di Lucca.

## Geografia fisica
Il borgo di Pruno è sito nel Parco naturale regionale delle Alpi Apuane. Fa parte del comune di Stazzema, insignito della Medaglia d'Oro al Valor Militare per le vicende relative all'Eccidio di Sant'Anna di Stazzema. Le frazioni più vicine sono Volegno e Cardoso. Pruno dista pochi chilometri da Pietrasanta e da località turistiche della costa della Versilia, come Marina di Pietrasanta e Forte dei Marmi, ma è circondato dalla quiete delle Alpi Apuane.

### Il paese
Circondato dalle Alpi Apuane Meridionali, e in particolare dalla maestosità della Pania della Croce, dal caratteristico Monte Forato, dal Monte Nona e dal Monte Procinto è situato a 444 metri s.l.m. ed è abitato da circa 115 persone residenti. Un momento magico si ha durante il solstizio d'estate quando il disco solare si vede transitare entro l'arco naturale del Monte Forato. Durante tutto l'anno nel piccolo borgo si svolgono importanti attività culturali, conferenze, incontri letterari e di poesia, mostre d'arte e iniziative turistiche con un'attenzione particolare all'ambiente e alle particolarità gastronomiche del territorio.
Il nome del paese deriva dal termine latino prunulus, “susino spinoso”. La sua presenza è attestata per la prima volta in una pergamena dell'anno 804, conservata presso l'Archivio Vescovile di Lucca. In realtà la mancanza di edifici fortificati fa pensare a una probabile fondazione romana o preromana, vista l'usanza alto-medievale di costruire prevalentemente i nuovi insediamenti con fortificazioni annesse. La struttura urbanistica è ittiforme; l'entrata originaria del paese era posta dalla parte della chiesa, lato caratterizzato da rampe e gradoni.
Da qui si diramano due strade principali che involgono la parte alta del paese “a fuso di acropoli”, le quali si ricongiungono superiormente sulla sella del promontorio, da dove partono i sentieri per l'Alpe e la Garfagnana. Il nucleo potrebbe rifarsi al pagus “borgo” preesistente; è strutturato su stradine a zig-zag, rampe e piccoli spiazzi.
Inoltre il paese deve la sua fama anche ad un Presepe vivente che veniva allestito, fino a pochi anni fa, il 24 dicembre dagli abitanti del paese nelle loro case per mostrare ai visitatori la vita del paese ai primi del '900.

## Monumenti e luoghi di interesse

### La chiesa
Singolarmente la chiesa e il campanile sono nascosti alla vista del paese, mentre sono in stretto dialogo visivo con Volegno e il resto della valle. Ciò avvalora la tesi di un pagus preromano e della successiva costruzione della pieve sul luogo dove doveva sorgere un compitum, ovvero una "cappella" o "ara".
La pieve romanica (XIII sec.) fu ampliata a tre navate nel 1614. Tra il 1696 e il 1707 vennero realizzati l'altare in marmo bianco e le tre statue correlate ad opera degli scultori carraresi Andrea Andreolli e Tommaso Baratta, mentre il fonte battesimale è del XIII secolo. Sicuramente caratteristica è la struttura a tre rampe di scale edificata attorno al campanile, che permette di scendere dal livello della strada a quello della piazzetta della chiesa.

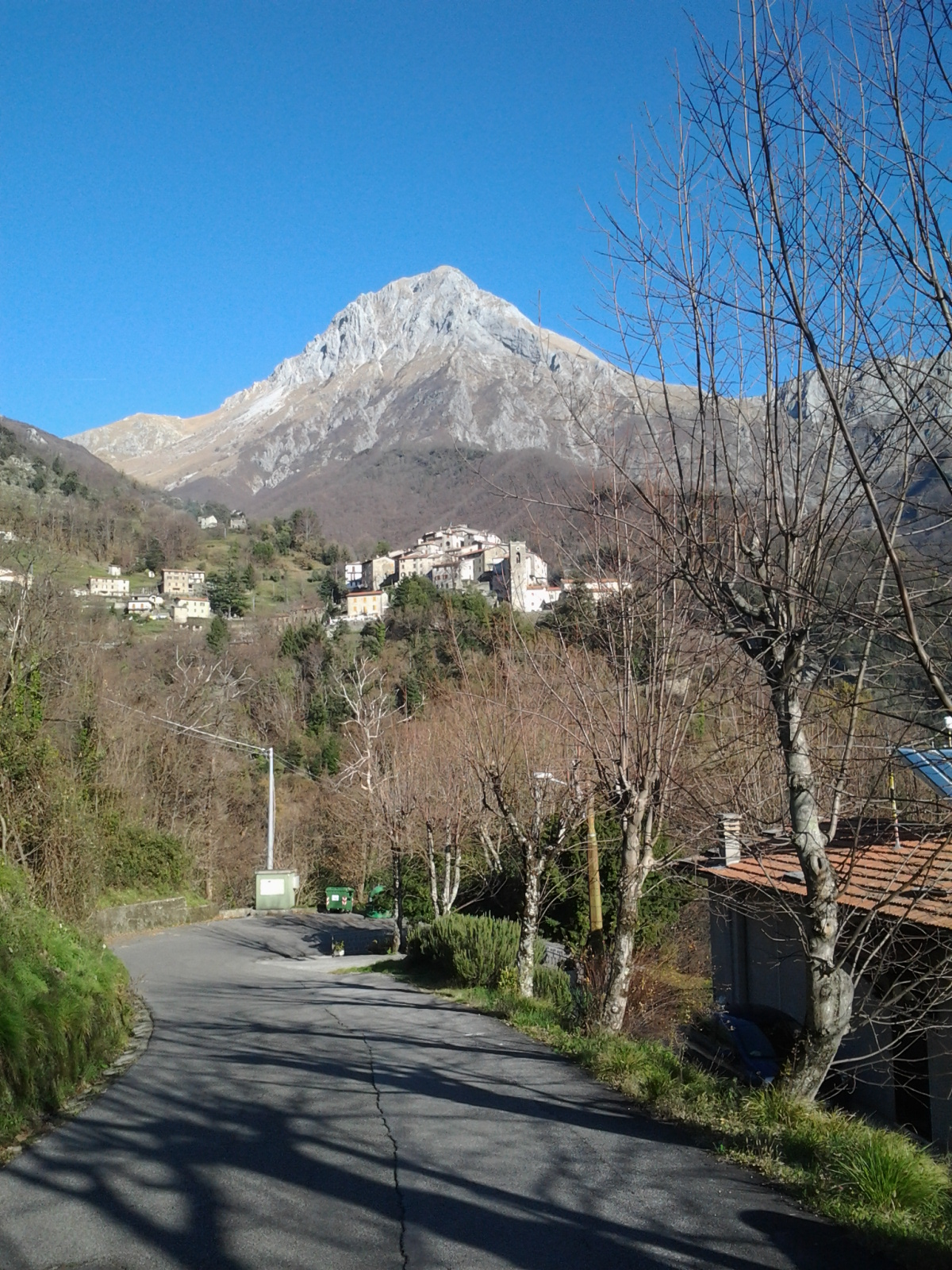

### Il campanile
La torre campanaria, che è alta 22 metri; custodisce tre campane, tutte fuse da Bimbi di Fontanaluccia nel luglio 1887, rispettivamente dalla minore, dedicate a Sant'Ambrogio, a Maria Madre Immacolata e a San Niccolò, che è il patrono; le quali sono in accordo di Mib, accordo molto frequente in altre frazioni limitrofe; inceppate in legno a slancio lento e a bicchiere, con batacchio cadente; invece il sonello fuso ne 1700, ha il ceppo in legno ed è a slancio veloce, e dovrebbe produrre un Reb5. 
Nel finestrone che dà sul sagrato vi è una piccola campanella che serve per il richiamo ad adunanza della popolazione di Pruno, la si suona sempre manualmente.

## Società

### Evoluzione demografica
Abitanti censiti

## Eventi
Ogni anno Pruno è al centro di una fitta rete di incontri ed eventi culturali. Di rilievo si evidenzia la Befana, nella serata del 5 gennaio, quando un corteo con musica e balli percorre tutto il paese. Altro appuntamento interessante è il festival Solstizio d'estate, durante il quale vengono organizzati concerti, spettacoli di strada, balli, conferenze di storia e cultura locale, oltre ad assaggi di specialità gastronomiche locali insieme alle comunità di Cardoso e Volegno. Nel settembre 2012 si è tenuta, insieme al vicino paese di Volegno, la prima edizione del progetto La poesia civile, una due giorni di poesia contemporanea, letture e musica nelle vie del borgo. Importante anche la rassegna Non di solo pane, una serie di incontri con personalità di rilievo nazionale. Tutto viene gestito dalla comunità di Pruno, dall'associazione di volontariato I raggi di Belen e dall'Opera Pia Mazzucchi

## Alpinismo ed escursionismo
Da Pruno parte il sentiero CAI (Club Alpino Italiano) numero 122, che conduce agli alpeggi sopra il paese, tra cui la località Le Caselle. Da qui è possibile raggiungere il rifugio Giuseppe Del Freo, situato alla Foce di Mosceta (1180 s.l.m.): qui partono i sentieri per la Pania della Croce (1858 s.l.m.), per il Monte Corchia (1677 s.l.m.), nei meandri del quale si articola l'Antro del Corchia, uno dei sistemi carsici più sviluppati d'Europa, visitabile in parte anche grazie ad un percorso turistico, e per il Monte Forato (1230 s.l.m.). Molti sono gli itinerari escursionistici e le vie alpinistiche, anche invernali, di valore. Inoltre, sono possibili lunghe traversate verso gli altri rifugi apuani, come il rifugio Città di Massa, il rifugio Rossi, l'Albergo Alto Matanna e il rifugio Forte dei Marmi. Interessanti anche le escursioni negli antichi paesi di Col di Favilla, Puntato e Campanice, zone d'alpeggio ormai abbandonate. Poco distanti dal paese si trovano il caratteristico Mulino del Frate e la cascata dell'Acqua Pendente, visibile anche dal cimitero del borgo. Nei pressi del mulino è presente un bellissimo ponte romanico, recentemente restaurato.

## L'ex teleriscaldamento
Le politiche ambientali sono al centro della vita della comunità del paese. Pruno era stato scelto, insieme al vicino paese di Volegno, per un progetto sperimentale avviato dal comune di Stazzema: un impianto di teleriscaldamento a biomasse vergini per ridurre le emissioni di gas serra. Inaugurata nel 2014, la centrale sfruttava le abbondanti risorse di legname che venivano ridotte in cippato per poi essere bruciate. L'impianto forniva acqua calda ad entrambi i paesi, a costi bassi. Negli ultimi anni la mancanza di manutenzione dell'ente preposto ha portato alla chiusura della centrale.

## Gastronomia
Le specialità tipiche del paese: i "tordelli", pasta ripiena di macinato di manzo, pane grattugiato, formaggio e uova, conditi con sugo di carne e conserva di pomodoro. Le "panzanelle" sono fatte di pasta lievitata e poi fritta, si accompagnano con salumi locali come la mortadella del Cardoso. Il "castagnaccio" è una torta fatta con la farina di castagne con l'aggiunta di rosmarino, pinoli e scorza di limone o arancia. La polenta di farina di castagne è solitamente accompagnata da ricotta. Le famiglie del luogo usavano mangiarla a cena. I "ciacci" di farina di castagne e acqua sono come frittelle che vengono cotti nei "testi", piastre circolari con un lungo manico, posti sulla fiamma del camino. Essi si accompagnano alla ricotta che talvolta è posta all'interno dei ciacci arrotolati su sé stessi, come fossero cannoli.

## Galleria d'immagini

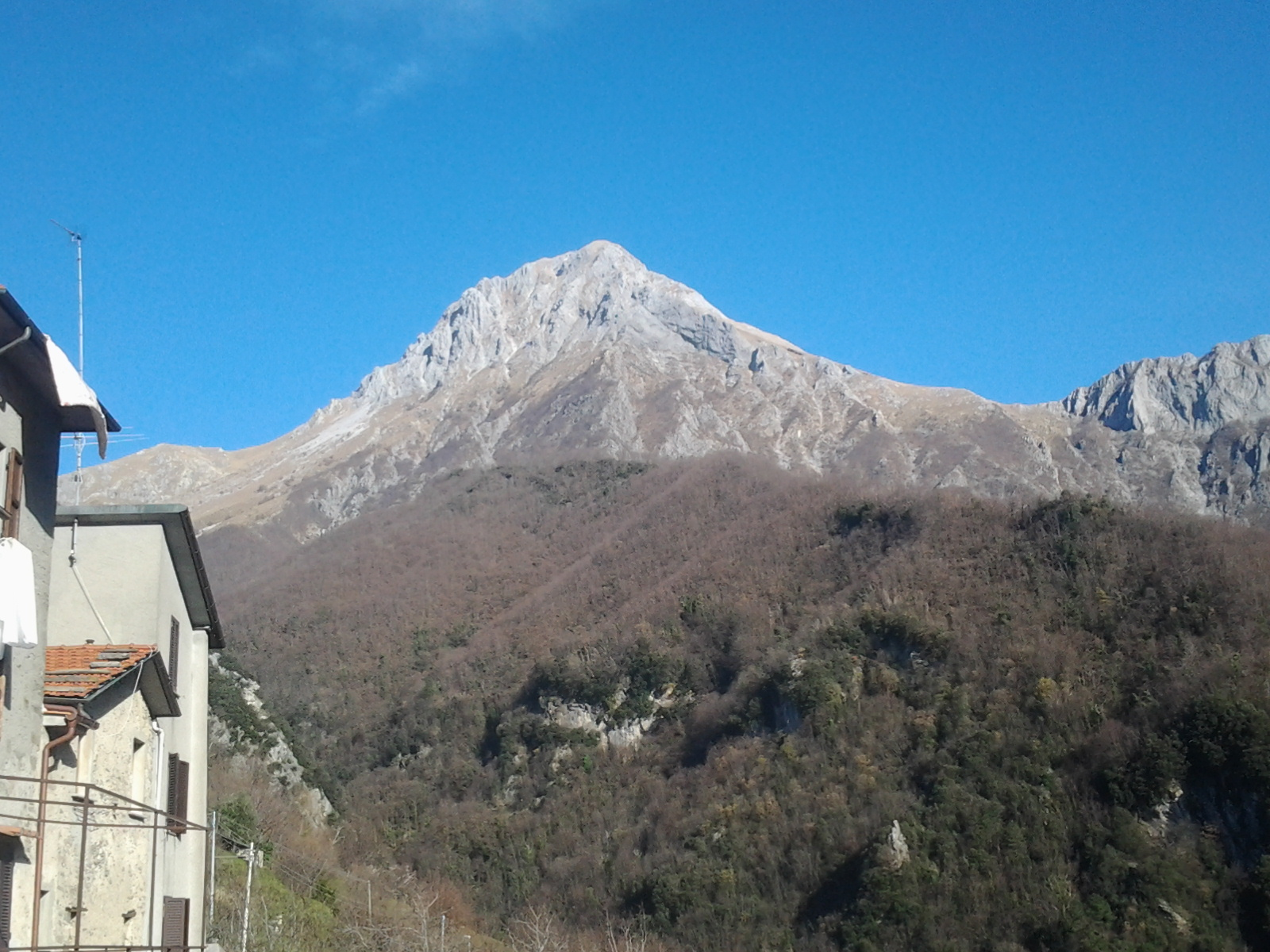
La Pania della Croce da Pruno
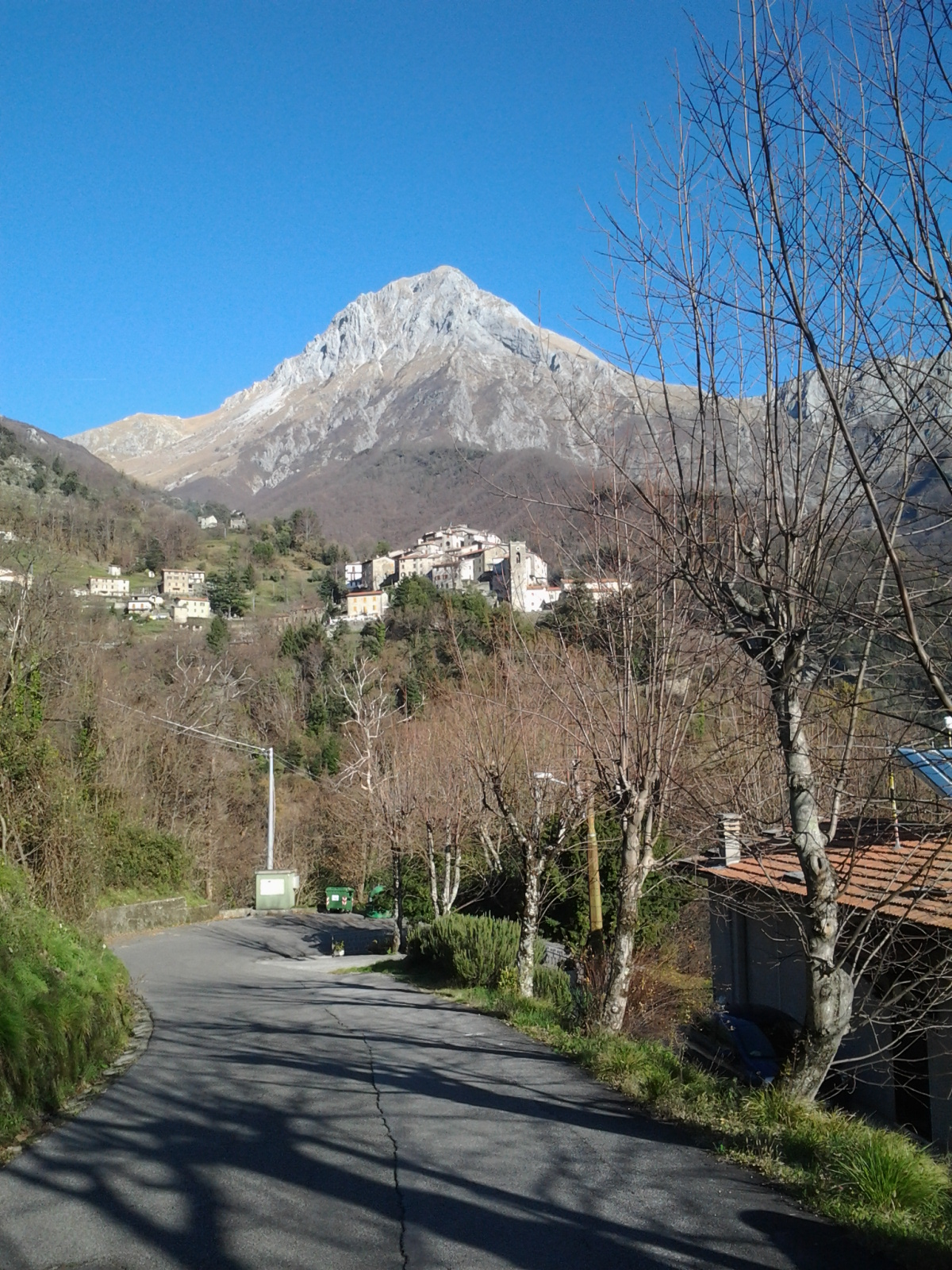
Pruno dalla strada per Volegno
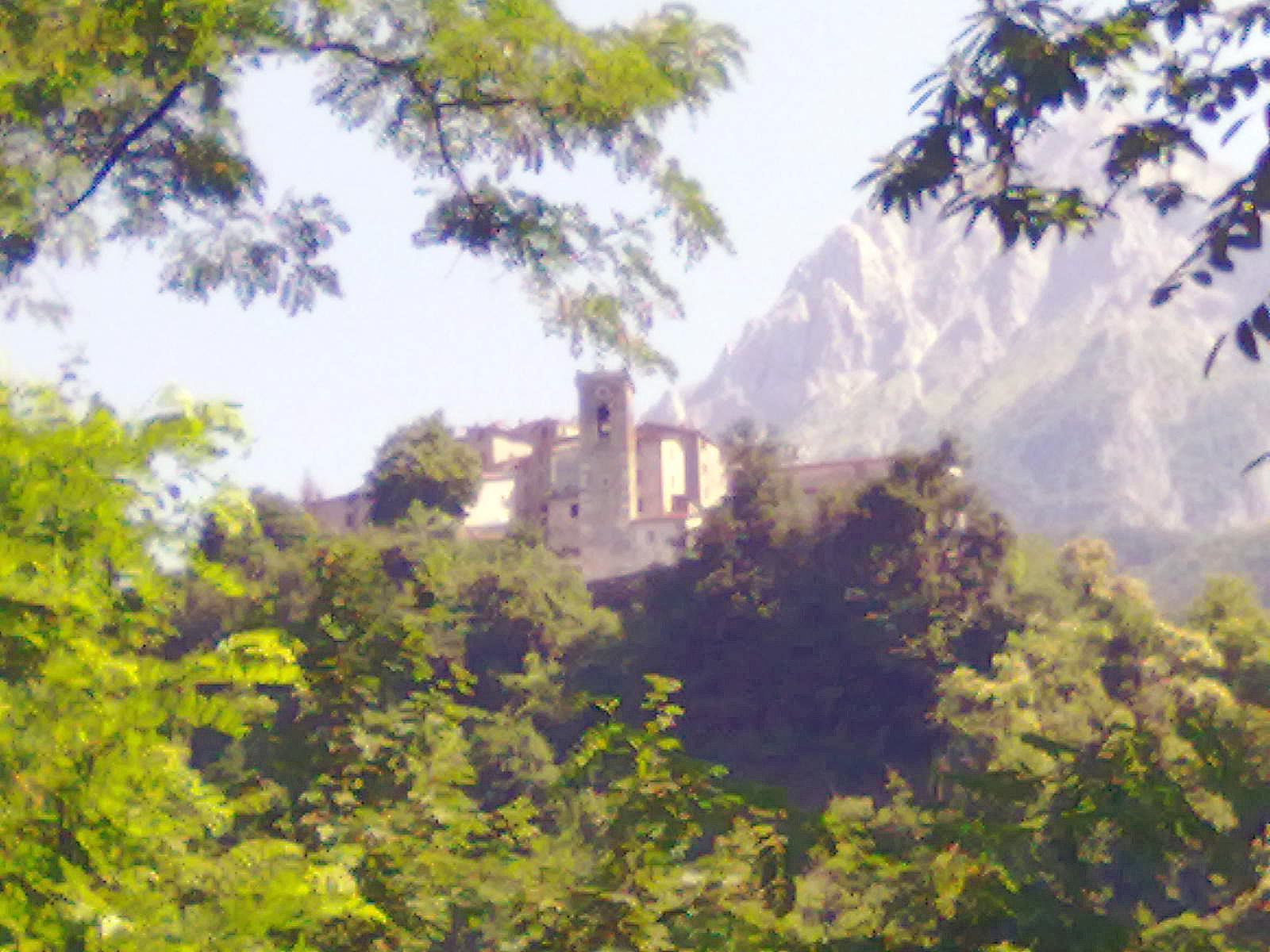
Panorama di Pruno
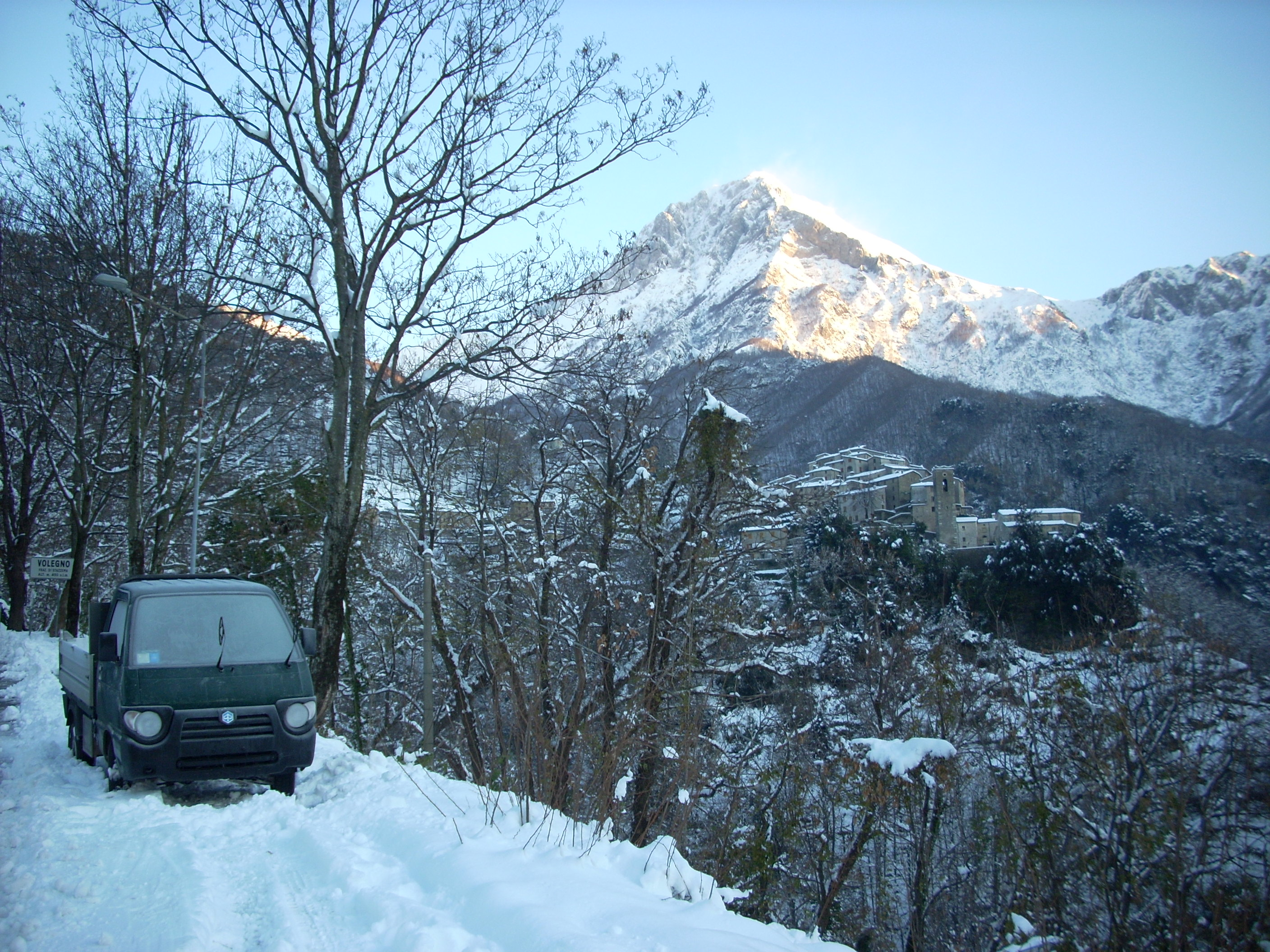
Pruno innevato (dicembre 2009)
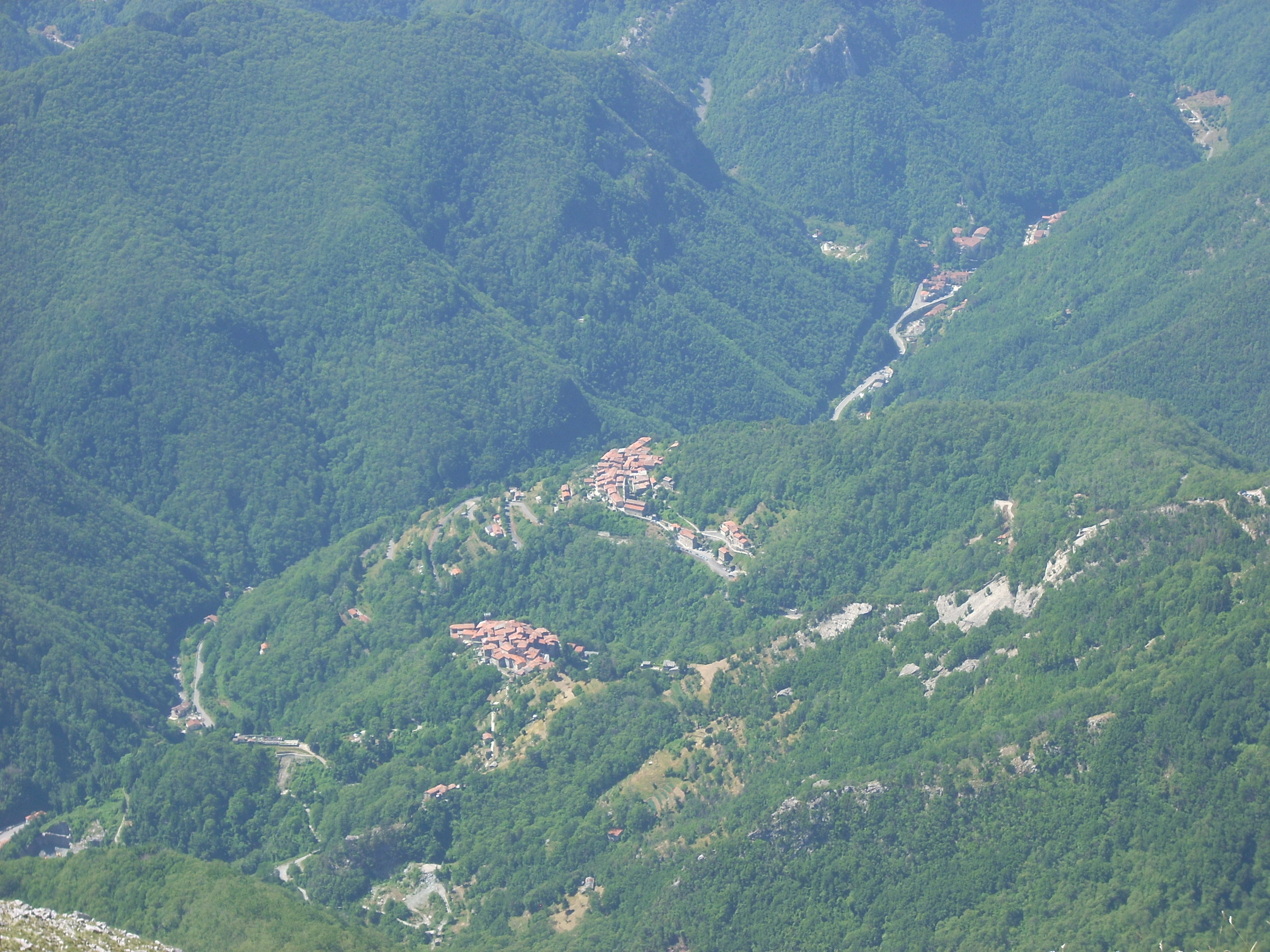
Pruno salendo per la Pania della Croce